# Civitaretenga
Civitaretenga è un antico borgo dell'Abruzzo interno, in provincia dell'Aquila, 
che, con attualmente circa 200 residenti, è l'unica frazione di Navelli.

## Geografia fisica
Il paese domina l'altopiano di Navelli, a circa 850 metri dal livello del mare, con una posizione strategica, aperta verso nord-ovest su Caporciano e San Pio delle Camere, e verso sud-est su Navelli stesso. Civitaretenga si trova a circa 35 chilometri dal capoluogo di regione, L'Aquila, e ad altrettanti da Sulmona.

## Il nome
Il nome Civitaretenga sembrerebbe derivare da Ardenghe (Civitatis), anche se non è chiara l'origine di tale toponimo. Un altro nome cui si fa risalire un centro vestino situato pressappoco nello stesso territorio è Cingilia.

## Storia
Il borgo sorse intorno al IX secolo assieme a quello sottostante di Navelli, attorno a torri di guardia, sopra un colle, per evitare saccheggi di popolazioni barbare come i Saraceni e Ungheri. 
Gli abitanti italici Vestini dell'antica Cingolia, citata anche da Tito Livio, di cui resta la necropoli nel cimitero di Navelli, si fortificarono attorno a una torre di guardia, che andò a costituire poi parte del perimetro murario del castello.
Inizialmente dipese dal monastero di San Benedetto in Perillis dei frati benedettini,  poi di Santa Maria di Bominaco, e successivamente passò in mano agli Angioini nel XIII secolo. 
Interessante la presenza ebraica già dal XII secolo, posta nel quartiere della parrocchia di San Salvatore, a nord del rione Castello, differente è anche l'urbanistica,  a pianta ovoidale il castello, rivolto a valle verso la piana di Navelli, per sorvegliare i traffici lungo il tratturo,  case basse e sparse, a dedalo, le abitazioni del ghetto. La sinagoga era presso il palazzo Perelli, che la ingloba come cappella palatina,  modificando simboli cabalisrici con il Trigramma di Cristo. 
Civitaretenga, fiorendo nell'arte della marcatura grazie agli ebrei,  che ebbero concessioni dai reali di Napoli Ladislao di Durazzo e Giovanna II di Napoli, be beneficiò della coltivazione dello zafferano di Navelli.
Partecipò alla fondazione di L'Aquila nel 1254, occupando locali nel Quarto di Santa Maria. In seguito ai terremoti del 1349 e all'assedio di Braccio da Montone nel 1423, del castello rimase la Torre civica, anche perché il colpo finale le fu inferto dal terremoto del 1703.
Il borgo, per la sua posizione impervia,  ha conservato il suo aspetto originale, benché colpito dal terremoto del 2009. Infatti  il terremoto  recente ha fatto crollare la torre dell'orologio, unico elemento dell'antico castello sopravvissuto, insieme  alla porzione di case mura rivolte sul burrone della Madonna dell'Arco.
Civitaretenga ha vissuto per questo la crisi delle abitazioni e dello spopolamento, anche se segnali di ripresa, seppur lenta, sono evidenti con il progetto di ricostruzione della torre del castello, e della chiesa madre che ha subito danni. La chiesa di Sant'Antonio è l'attuale provvisoria sede parrocchiale. 

## Monumenti

### Borgo fortificato

#### Torre civica
La struttura del paese è dominata dal borgo fortificato, chiamato semplicemente castello, per differenziarlo dal sobborgo del Ghetto,  che sorge attorno alla chiesa madre.
Prima del sisma del 6 aprile 2009 svettava la torre medievale, completamente distrutta dal terremoto. La torre era a pianta quadrata,  in pietra grezza,  dotata dall'800 di un orologio pubblico incassato,  e da una decorazione a merlature,  caduta e danneggiata col terremoto del 1703.

#### Ghetto ebraico

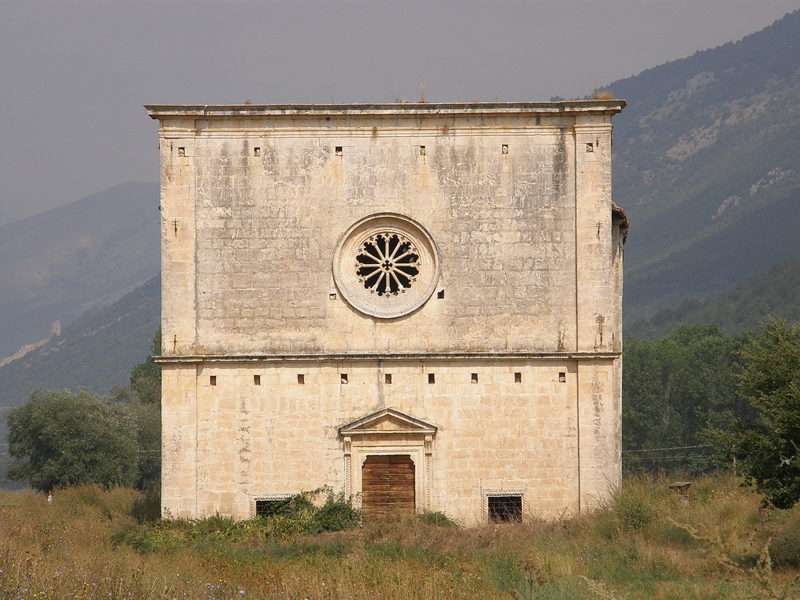
Chiesa della Madonna delle Grazie sulla strada

Il nucleo più storico è distinto in due zone, una è appunto quella del castello e l'altra del cosiddetto ghetto, detto "ru busc", caratterizzato da brevi e stretti vicoletti, attorno alla piazza Giudea, poi ridenominata Guidea, su cui si affaccia il portone del Palazzo Perelli, che sembra fosse la vecchia sinagoga. Si tratta, infatti, di un ghetto ebraico risalente al periodo tra il XII ed il XV secolo, di cui molte tracce sono andate perse nei tentativi successivi di eliminarne la presenza, coprendo gli stipiti contraddistinti da simboli giudaici con simboli cristiani, ed in particolare con il simbolo di S. Bernardino da Siena, il cristogramma IHS.

Castello e ghetto sono racchiusi dalle case mura che identificano il nucleo centrale del paese, da cui si aprono le porte di ingresso al borgo fortificato, alcune delle quali tuttora visibili.

All'interno del borgo fortificato, oggi interamente inaccessibile e ricompreso nella zona rossa a seguito del sisma, erano visibili l'impianto delle strette vie, senza molte evidenze di pregio, ma con alcuni scorci molto caratteristici.

### Chiese di Civitaretenga

#### Chiesa parrocchiale di San Salvatore
Ai margini del castello, la chiesa principale, intitolata al patrono SS. Salvatore, domina l'omonimo largo con la sua facciata in stile settecentesco. A fianco, la Cappella della Congrega, cui fino agli anni '50 si tenevano vespri e riunioni della congregazione intitolata sempre al SS. Salvatore.
La chiesa  si affaccia in piazza Risorgimento, usata come cappella del barone del castello, era del XII secolo, ma l'attuale risale al 1704, dopo che il terremoto del 1703 distrusse la chiesa vecchia e il castello stesso, lasciando in piedi la torre e tracce di mura lungo la parte sud, rivolta dall'altura verso la piana navellese. La chiesa ha impianto a croce latina con navata unica, l'abside è appena accennato, il campanile è a torre, la facciata mostra di interessante solo il portale elaborato con lo stemma dell'arcivescovo dell'Aquila Monsignor Gualtieri, che ne volle la ricostruzione; per il resto ha un finestrone centrale e quattro paraste appena accennate. L'interno è in stile rococò con stucchi e dorature; presso il presbiterio si trova la cupola a calotta, ha sei altari dedicati alla Madonna, al Sacro Cuore, a Sant'Antonio; altri altari sono dedicati al Crocifisso, all'Addolorata e Sant'Emidio. Solo l'altare del Sacro Cuore aveva il giuspatronato della famiglia Parelli che lo fece erigere in epoca recente.

#### Chiesa di San Rocco
Cappella di San Rocco, a volta in stile rinascimentale con una sola navata. Si trova in piazza Garibaldi, in una via parallela a viale Umberto I. Si tratta di una cappella molto semplice, in stile tardo rinascimentale, esternamente in pietra grezza, con degli archi; l'interno è voltato a botte, si trova sull'altare l'affresco di San Rocco e il cane, del XVI secolo.
- Cappellina dell'Addolorata: in via Umberto I, è un'edicola votiva con dipinto tardo ottocentesco del Compianto del Cristo Morto, la Madonna ha il cuore trafitto dalle sette spade.

#### Chiesa della Madonna dell'Arco
è in campagna verso la fonte vecchia, posta appena sotto il costone roccioso sopra cui sorge Civitaretenga, è anness aa un ex monastero, e ha la facciata rivolta verso il colle, l'abside invece verso la strada statale. Ha interno ornato da stucchi, gli altari sono incassati in macchine a tempio molto ben elaborate, l'altare maggiore ha un affresco della Madonna dell'Arco, secondo dicerie sarebbe stato devotamente dipinto da un pastore con il tipico zafferano che si coltiva in Navelli. Gli altri altari sono dedicati alla Natività di Cristo e all'Annunziata.

#### Chiesa di Santa  Maria  delle Grazie  sul tratturo

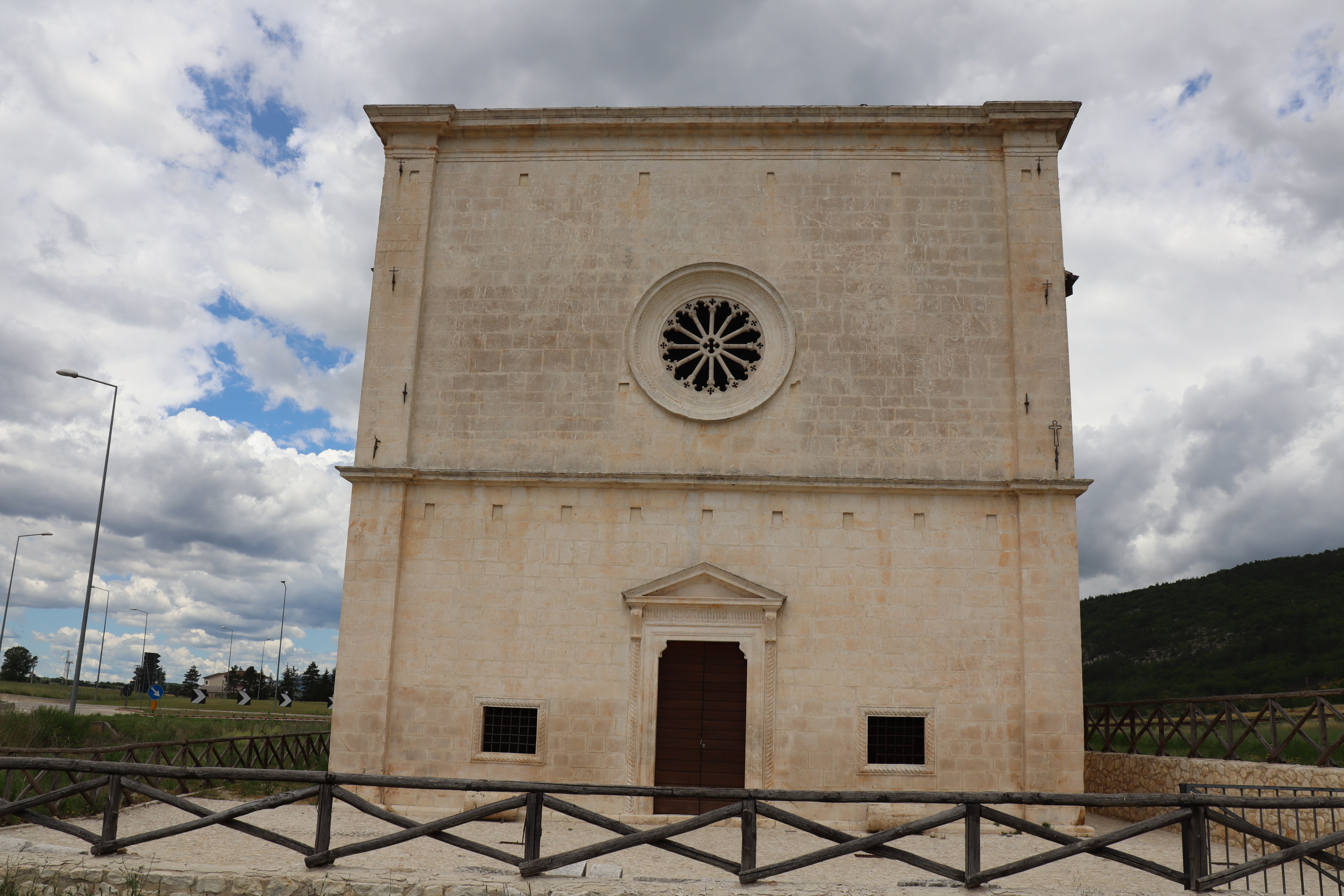
la facciata della chiesa

Chiesa di Santa Maria delle Grazie: si trova verso San Pio delle Camere, appena superata Civitaretenga. Negli ultimi anni, quando è stato riscoperto il turismo nella pianura, la chiesa è divenuta una delle chiese simbolo dei tratturi abruzzesi, per la particolarità e la solennità dell'architettura, che sorge in aperta campagna. Risale al XII secolo, ha facciata tipicamente aquilana a coronamento orizzontale, quadrata, con un rosone ancora integro e portale rinascimentale. L'interno ha gli stemmi della famiglia Angeloni.

#### Convento di Sant'Antonio
In realtà, il santo più venerato resta S. Antonio da Padova, cui sono intitolati chiesa ed ex convento, situati leggermente fuori dal centro abitato, accanto al cimitero. L'ex convento, rimasto tale fino alle riforme napoleoniche di inizio ottocento, è stato ristrutturato nei decenni scorsi, e presenta un notevole chiostro, con alcune delle originali lunette affrescate riportate di recente alla loro bellezza, e raffiguranti scene di vita del santo. La chiesa, dalla facciata romanica è stata danneggiata dal sisma del 2009, senza particolari danni.
Fu costruita nel XIV secolo come convento dei Minori Osservanti, ha navata unica, soffitto voltato a botte con affreschi rinascimentali della vita di Sant'Antonio. Ha 4 altari più l'altare maggiore, dedicati all'Annunziata, San Francesco, Madonna di Loreto, Madonna degli Angeli. Il convento dipendeva dall'ex monastero di San Francesco a Palazzo all'Aquila, attuale sede del Convitto.

#### Chiesa di Sant'Egidio sul tratturo
Notevole la chiesa di S. Egidio, situata nel cosiddetto borgo, riportata alla luce da un intervento degli ultimi anni, di origine molto antica e non perfettamente databile, sembra sui resti di un'antica chiesa con annesso convento, i cui resti sarebbero serviti per l'edificazione del convento di S. Antonio. Molto belli gli affreschi interni, in particolare sull'altare, e alcuni bassorilievi su pietra.

Accanto alla chiesa di S. Egidio, nel cosiddetto borgo, sorge il settecentesco palazzo Cortelli, molto danneggiato dal sisma, con la sua facciata che domina il borgo e il suo bel cortile interno.

## Società

### La Madonna dell'Arco e lo "Squadro"
La notte che precede la ricorrenza della Madonna dell'Arco, che cade sempre la domenica successiva all'8 settembre, i giovani del paese compiono il cosiddetto "tiro dello squadro", un particolare rito di passaggio che unisce il lato pagano alla festa religiosa, un tempo riservato ai soli maschi coscritti ed oggi aperto a tutti i ragazzi che compiono i 19 anni nell'anno in corso.
Dopo la mezzanotte del sabato, dopo la festa in piazza, da qualche anno abbinata alla distribuzione di pizze fritte e porchetta, i ragazzi raggiungono la zona sottostante il paese, nei pressi della chiesa di Santa Maria delle Grazie, con trattore e aratro. Illuminato da altri trattori e da automobili di tanti altri partecipanti al rito, l'aratro viene guidato nella scritta "W MARIA SS", con l'aggiunta variabile dell'anno che si festeggia di volta in volta. La nottata procede su in paese con un piatto di pasta che gli stessi giovani provvedono a preparare per tutti gli avventori e infine con le scritte che gli stessi sono liberi di fare per tutto il paese, ma usando solo calce che andrà via pian piano con le intemperie, scrivendo frasi a piacere e ovviamente del loro anno di nascita.
Un tempo, quando il rito rappresentava l'ingresso dei giovani nell'età adulta, la scritta nei campi veniva fatta a mano, con un erpice trainato a braccia, e si completava con un lungo solco fino ai pressi del paese di fronte, Caporciano. La rivalità tra i paesi portava a concludere il solco con un palo di legno nel terreno, in cui si inseriva una testa di maiale della porchetta che gli stessi giovani consumavano quella notte, e con la scritta "TPC", acronimo di "testa di porco di Caporciano", il cui stemma comunale riporta proprio una testa di maiale o, meglio, di cinghiale.